# Brandstätt (Velden)

Brandstätt

Brandstätt ist ein Gemeindeteil des Marktes Velden im niederbayerischen Landkreis Landshut.

## Lage
Die Einöde Brandstätt liegt 4,5 Kilometer südöstlich des Marktplatzes von Velden. Die Gebäude mit den Hausnummern 1 bis 7 liegen alle östlich eines 350 Meter langen Abschnitts der Staatsstraße 2087.

## Bevölkerungsentwicklung
Um 1871 gab es in Brandstätt neun Einwohner. Im Mai 1987 lebten dort fünf Einwohner in einem Wohngebäude.
| Jahr      | 1871 | 1925 | 1950 | 1970 | 1987 |
| Einwohner | 9    | 12   | 11   | 7    | 5    |